# 莫羅濟夫卡 (科列茨區)
50°41′30″N 27°10′48″E / 50.69167°N 27.18000°E
莫羅濟夫卡（烏克蘭語：Морозівка），是烏克蘭西北部的村莊，隸屬里夫內州的里夫內區。該村處於科爾奇克河畔，面積2.116平方公里，2025年該村落人口684。